# SBI인베스트먼트
SBI인베스트먼트는 벤처캐피털 사업을 영위하는 코스닥 상장 기업이다. 1986년 설립되어 1989년 코스닥에 상장하였다. 에이티넘인베스트먼트, 대성창업투자와 함께 벤처캐피털 시가총액 상위 3사 중 하나이다.
자회사로는 해외자원 투자 및 개발을 하는 컨설팅케이티아이씨이앤피, 부동산투자를 전문으로 하는 유로네트웍스, 사모투자자문을 전문으로 하는 스카이프라이빗에퀴티 등의 자회사가 있다.

## 실적
2012년도에는 -282억원의 큰 순손실을 보았으나 2013년부터는 2년 연속으로 흑자를 기록했다. 이렇게 된 배경에는 정부의 벤처육성 정책에 따라 대규모 정책자금이 풀렸기 때문이다. 벤처 캐피털은 정책자금을 받아 펀드를 운용하고 이를 통해 운용보수를 받기 때문에, 이러한 정부의 정책이 실적 개선에 큰 호재로 작용했다는 평가다.